# Vieiras
Vieiras este un oraș în Minas Gerais (MG), Brazilia.